# إيليزا كوك
إيليزا كوك (بالإنجليزية: Eliza Cook) هي سفرجات وطبيبة أمريكية، ولدت في 5 فبراير 1818، وتوفيت في 2 أكتوبر 1907.